# Bactrocera maculifemur
Bactrocera maculifemur
 es una especie de díptero que Erich Martin Hering describió por primera vez en 1938. Bactrocera maculifemur pertenece al género Bactrocera de la familia Tephritidae. Esta especie como plaga agrícola ha sido atacada por los agricultores en Birmania.